# 樋口みつは
樋口 みつは（ひぐち みつは、1997年1月27日 - ）は、日本のストリッパー。元AV女優。モデル。マインズ所属。

## 略歴
2020年6月19日、メンズサイゾーイメージガールに就任。
2020年7月13日、MOODYZから「みつは」としてデビュー。同月25日発売の第2作より「樋口みつは」名義。
6月29日、第2作である『芸能カメラマンの美少女アシスタントのえげつない壮絶アクメ！朝までイキまくって最後はナマ中出し 樋口みつは』がFANZA通販フロア・デイリーランキング第6位　7月17日週にはFANZA動画フロア週間ランキングでデビュー作の『SNSフォロワー13万人！ アカウント名はちょっと言えませんが超大御所芸能カメラマンのアシスタントもやっている美少女インフルエンサー超敏感で中イキ痙攣AVデビュー！！』が29位。第2作が23位にランクインした。以降、AVだけでなく撮影会などのモデルとしても活動を行う。
2021年5月1日に川崎ロック座でストリッパーとして踊り子デビュー。
『家、ついて行っていいですか?』オマージュ作品に出演後、知らずにそれを父が購入したことから、家族に職業がばれる。
2023年9月12日発売、『W囁き淫語でねっちょり優しく絶頂へ誘うレズビアン痴女ハーレム 伊織ひなの 木下ひまり 樋口みつは』をもって女優業引退。

## 人物
趣味はカメラ。デビュー時にはカメラアシスタントの触れ込みでデビューしており、以後のインタビューでも前職をこう答えている。特技はバスケットボール。
天真爛漫そうと言われるが、コラムでは「陰気で捻くれ者で怖がりで自分のことが大嫌いで自信がない」と記述している。
AVライターの芝田カズは、学生時代の同級生にいそうな親近感があるにも関わらず、レズ作品やスパンキングやイラマチオなどハードプレイをいとわなかった女優活動を惜しみ、俳優・渋江譲二はスレンダーながら弾力ある尻、小ぶりながら華麗な胸などストリッパーとして活きるであろうスタイルの良さを評価し、エールを送っている。

## 出演作品

### アダルトビデオ -DVD-
- SNSフォロワー13万人! アカウント名はちょっと言えませんが超大御所芸能カメラマンのアシスタントもやっている美少女インフルエンサー超敏感で中イキ痙攣AVデビュー!!（7月13日、MOODYZ）
- 芸能カメラマンの美少女アシスタントのえげつない壮絶アクメ! 朝までイキまくって最後はナマ中出し（7月25日、kawaii*）[13][14]
- 図書館勤務のみつはちゃんは見た目は清楚風だけど中身はSEX中心の生活を送るド淫乱！（8月25日、あんず）
- 素人女子の自宅に訪問！生ハメ誘うマン汁ヌルヌル素股や密着乳首舐め手コキで悩める童貞男子を優しくおもてなし！（8月28日、赤面女子）
- 黒パンスト生徒みつはのフェッチな1日（9月4日、プレステージ）
- 彼女と勘違いして彼女の妹に即ズボ!? イった後に気づき僕が必死に謝るも、発情した妹は自ら腰を振って何度もイキまくり!! 5（9月4日、SUKESUKE）
- 女子宅お泊まりドキュメント 性格最高癒し女神 樋口みつはちゃんのお家でゴムなし1泊彼氏気分（9月7日、プレステージ）
- ♯新・制服娘ワリキリ裏￥募集 03 バスケ部副部長 みつは（9月11日、S級素人）
- 「絶頂し過ぎて超痙攣！」全身性感帯を持つ、脚長美少女を飼い慣らし淫猥ハメ撮り（9月13日、オーロラプロジェクト・アネックス）
- 令嬢調教 嬲って壊して孕ませる。肉棒と精液に塗れた懐妊までの地獄の30日間（9月25日、オーロラプロジェクト）
- 尻貴族（9月26日、HMJM）
- マジックミラー号ハードボイルド 1秒に19回の激ピスマシンバイブで人生初のポルチオイキを体験して潮を吹きまくった彼女さんはデート中の彼氏を裏切ってデカマラを自分から挿入してしまうのか！？5（10月8日、サディスティックヴィレッジ）
- 女上司の無防備なパンストにたまらず勃起! 抑えられずにチ○ポをこすりつけたら糸をひくほど濡れていた… 6（10月9日、Z-MEN）
- 素人コスプレイヤーを媚薬バイブでアクメ強姦! 10（10月9日、Z-MEN）
- 好きな人の為に、私は堕ちて行きます…。輩系ダメンズに溺れ、裏風俗に落された精液まみれのお嬢様（10月13日、オーロラプロジェクト・アネックス）[15]
- V字拘束アクメ 眼球見開きイキ（10月19日、Hunter）
- 「誰にも言わなきゃバレないよ…！」絶対に手を出してはいけない兄嫁、親友の彼女、上司の娘…がボクを誘惑！こっそりチ○ポをハメて何度も中出し…（10月19日、Hunter）
- 出張先のひなびた温泉旅館で新卒女子社員とまさかの相部屋逆NTR 彼女のもの凄い腰使いに何度も何度も中出しさせられてしまった私（10月19日、エムズビデオグループ）[15]
- 羞恥! 青少年男女混合全裸体力測定 2020（10月22日、サディスティックヴィレッジ）
- カワイイ女子○生とエッチするために僕は教師になったんだ！6（10月22日、SWITCH）
- セックス好き・チ○ポ好きのアパレル店員 みつは 初対面キモ中年たち連続挿入 【M責めで痙攣イキ】【Dキス・Dイラマで絶叫アヘ顔】【陰毛に絡みつく白濁汁】 樋口みつは（10月22日、AKNR）
- Wチームで常に超密着サンドイッチ施術でリピート確定! オナニーできなくなるほどチ●ポがバグるまでシコシコ抜き続けてくれる連続射精専門メンズエステ（10月25日、kawaii）[15]
- 【妄想主観】池袋添い寝リフレ指名No.1神カワ美少女出張レンタルやりたい放題（10月30日、プレステージ）
- 大嫌いな中年オヤジ教師のねっとり特濃ベロキスに興奮してしまった私… 抵抗できず汗、唾液、涎まみれで何度も、何度も、体液交換させられた（11月1日、MOODYZ）
- 瞬イキ全身性感帯の敏感女子大生 反応を楽しむ絶倫マッサージ師に死ぬほどイカされて…（11月1日、ワンズファクトリー）[16]
- 快楽シンドローム case3「荒ぶった男達に追い詰められる可哀相な自分に興奮してしまう全身性感帯で変態性癖の連続痙攣アクメする美女」（11月6日、h.m.p）
- ノースリーブ女子限定「ワキ脱毛してますか？」人生初の脇コキ体験ALLワキぶっかけ発射！6名収録うち2名SEXまで口説けました！（11月12日、SODクリエイト）
- 地方ロケテント泊NTR ～カメラアシスタントとして同行した先で中出ししまくった絶倫性交～（11月13日、MOODYZ）
- いつも見かける乳酸菌飲料訪問販売ママさんと滅茶苦茶セックスした。Vol.005（11月13日、ケイ・エム・プロデュース）
- 美人すぎる！！パーソナルトレーナーAV出演裏バイトVol.001（11月13日、ケイ・エム・プロデュース）
- 貧乳華奢ガリ娘は全身性感帯。変態マゾに堕ちてゆきます。（11月19日、チキチキカマー）
- 街中でイキすぎちゃって…J○固定リモバイとびっこ散歩！（11月20日、DOC）
- 120％リアルガチ軟派伝説 vol.90 自粛とか気にしない水着ギャルたちと濃密＆生接触！（11月20日、プレステージ）
- 大阪LOVERS「私が忘れさせてあげる…」 子猫のようなやつでこざかしい程に優しくて実直で、でもセックスは感情剥き出しで…懐に飛び込んできて僕の心に棲みついてしまったんだ。（11月25日、kawaii）[17]
- 喉奥ワンダーランド 泣けど嘔吐けど止まらない最狂ハードイラマチオ（11月25日、えむっ娘ラボ）
- 淫らな正社員研修 バイト時代、わたしの指導員だった先輩と二人っきり?? 1泊2日で極太肉棒に責められ続け、ドロドロに絶頂（11月25日、オーロラ・プロジェクト）
- 【バカッターエロ動画】 「え!?こんな場所で!!」 絶対バレてはいけないスリル満点こっそりフェラ2（11月26日、AKNR）
- オヤジのハメ撮りドキュメント ねっとり濃厚に貪り尽くす体液ドロドロ汗だく性交（12月1日、Fitch）
- はじめて彼女ができたので幼なじみとSEXや中出しの練習をする事にした（12月1日、MOODYZ）
- 行列が出来る中出し中毒公衆便女 濃厚オヤジの追撃種付けプレス20連発大乱交（12月1日、ワンズファクトリー）
- 小悪魔挑発美少女（12月1日、MARRION）
- 強欲性交を普通のSEXと勘違いしている地味な娘は、スタッフが引くほど激しさを見せつけた（12月4日、NON）
- ずっと家にいたこの期間。娘の性欲も限界らしく、父の私に通販で買った媚薬を盛り、お互いにアヘ顔晒しながら求め合うほど、イキ狂った夜。（12月4日、NON）
- 父兄惨姦（12月4日、光夜蝶）
- 【妄想主観】いいなり美少女秘密性交倶楽部（12月4日、エロタイム）
- 完全主観神対応♪制服添い寝リフレ（12月4日、ONE MORE）
- 生中出しアイドル枕営業 Vol.013（12月11日、ケイ・エム・プロデュース）
- 喪服未亡人と濃厚性交。Vol.001（12月11日、ケイ・エム・プロデュース）
- 街行く素人J●が初イキに挑戦！初めてのイッちゃう！（12月11日、赤面女子）
- 旦那が喫煙している5分の間義父に時短中出しされて毎日10発孕ませられています…。（12月13日、溜池ゴロー）
- 姉が少しずつ膣イキ敏感体質になっていく10年間、義理の親父の巨根に開発され続けるのを、ずっと覗き見勃起（12月13日、MOODYZ）
- 専門学生痴女 ～授業帰りの積極的すぎるセックス撮影～（12月13日、バルタン）
- 極上騎乗位で快楽を貪り 縋るような眼差しで我を忘れ悦に浸る（12月17日、TEPPAN）
- 「先生～大好き～◆」＃文○科○省ごめんなさいw ＃J○＆教師の放課後生パコ倶楽部（12月18日、DOC）
- 【妄想主観】セーラー服を着た美少女となまなかだし性交。Mitsha 02（12月18日、エロタイム）
- 寝込みを襲われて…母の性欲に火が付いた！息子を強引再勃起させて逆襲 2回戦目突入（12月19日、ABC）
- 極上騎乗位で快楽を貪り 縋るような眼差しで我を忘れ悦に浸る（12月19日、TEPPAN）
- Wレズ解禁 心が満たされたくて…涙を流すほどハートで繋がる感情スパーク濃密レズ性交（12月25日、kawaii）
- 先生のことがずっと前から好きでした。（12月26日、JUMP）

- 母の鬼畜な再婚相手に四六時中、性欲の捌け口にされてます（1月1日、光夜蝶）
- 地味でおとなしい保育士の普段見せない性癖は保護者、同僚には言えないムッツリスケベな変態さん。脳内エロチシズムを体験するとアヘ顔さらして漏らしイキ (笑)（1月1日、光夜蝶）
- 付き合いたての彼女がヤリチン先輩の義理妹になってしまった…。（1月1日、MOODYZ）
- 歪んだ愛の記録 素朴な美乳の女学生が堕ちるまでの20日間の飼育調教（1月1日、Fitch）
- 近所で可愛いと有名な子を飼ってます。（1月1日、NON）
- パンストの誘惑（1月1日、プラネットプラス）
- 帰省してた娘が俺のエログッズを発見、独り寂しい俺を軽蔑するわけでもなく、優しく慰めてくれたのは良いんだけど、『無理しなくていいんだよ』と俺の息子まで枯れるほど慰めてくれた。（1月1日、NON）
- 隣人に俺の彼女が寝取られて。「馬鹿にした浪人生からの執拗な性裁」（1月13日、ダスッ!）
- 僕 (旦那)の愛する妻が根暗クズ(無職)の汚部屋で毎日、毎日ヤラれていたなんて… 隣人モンスターニート粘着NTR（1月13日、MOODYZ）
- ひたすら下から目線 銀河級美少女ご奉仕倶楽部 Vol.002（1月15日、宇宙企画）
- セーラー服美少女と完全主観従順性交 Vol.001（1月15日、ケイ・エム・プロデュース）
- 見られたがり制服美少女痴女の絶対領域 Vol.002（1月15日、ケイ・エム・プロデュース）
- ガチナンパ！ 清楚系女子が初イキしちゃったら止まらない自ら腰振り無限絶頂！ 129イキ！14発射！（1月15日、ピーターズ）
- 即イキ敏感人妻 不倫旅行 ずっと我慢してたからもう限界…何度でも果てたいの（1月19日、ABC）
- 「真面目な女ほどヤること凄い！清楚なフリして本当はスケベな肉食看護師に睡眠薬で寝かされている間にヤられた」 VOL.4（1月21日、DANDY）
- 「乳首しか勝たん!」 チ●ポがおバカさんになるまで乳首ペログリ追撃 ドッピュドピュ11発も抜いちゃうニヤニヤ挑発Wチクビッ痴（1月25日、kawaii）
- ‘性欲モンスター’みつはちゃんがメガネ女子になって再来！ドスケベ接吻×生中出しSEX（1月25日、あんず）
- 秘書in... (脅迫スイートルーム)（1月29日、ドリームチケット）[18]
- 同僚の妻はこれから3日間、俺専用肉便器（1月29日、光夜蝶）
- 文京区にある女教師が通う整体セラピー治療院28（2月1日、変態紳士倶楽部）
- 一人暮らしの女子大生を狙った侵入待ち伏せレ●プ映像（2月26日、青空ソフト）
- 完全盗撮 同じアパートに住む美人妻2人と仲良くなって部屋に連れ込んでめちゃくちゃセックスした件。其の39（3月1日、変態紳士倶楽部）
- 私を抱きしめて…。 隣人に恋したシングルマザー（3月1日、プラネットプラス）
- ギャルに勉強教えてあげてたらスキンシップがやたら多くて好きになっちゃったんだけど、やはりというか彼女は誰とでもヤるビッチだったことが判明した（3月7日、かぐや姫Pt/妄想族）
- タダマンFile04 みつは22歳 都合のよい絶倫セフレに精飲と中出ししまくった記録（3月7日、ティーチャー）
- 濡れてテカってピッタリ密着 神競泳水着（3月11日、親父の個撮）
- 挑発パンチラ美少女ハーレム3 エロ盛り娘に囲まれチ○ポバカになるまでイカされる（3月13日、MOODYZ）
- 友人の母親と2人だけの秘密。おばさんに無理矢理中出しセックスしたことは…。（3月19日、VENUS）
- 娘の友達をこっそりささやきレズ誘惑（3月19日、レズれ!）
- 「オチンチン大きくなっちゃったから一緒にオナニーしよっか!?」 広告を見て小遣い欲しさでやって来た女の子に行っていた暴走行為（3月27日、JUMP）
- 「一回でいい！もっと激しく突かれたい！長い時間おち○ちん挿れたい！」20歳なのにまともにSEXした事がない幼馴染の驚きのエッチ願望にボクは…（4月7日、Hunter）
- SOD女子社員 全裸入社式 新入社員12名全員の初撮りSEXも収録！ コロナに負けず大集合！赤面特大羞恥 初めて尽くしの2枚組ウルトラ7時間SP（4月8日、SODクリエイト）
- 「出張マッサージ師が人妻の性感帯に勃起チ○ポを擦りつけて火がついたら終了！ヤらないで帰ろうとしたら『延長してもいいですか？』」VOL.1（4月8日、DANDY）
- 本番ができると噂の人気No.1 リアルイメクラ 源氏名:樋口みつは（4月19日、ROOKIE）
- 駅弁中出しJ○痴●5（4月22日、ナチュラルハイ）
- 姉妹交姦 家族崩壊の九ヶ月（4月25日、オーロラ・プロジェクト）[19]
- SUPERパックリまんこアップ4時間SP vol.22（5月1日、サルトル映像出版）
- パンティ越しのマン土手で窒息しそうな顔騎責め（5月7日、アロマ企画）
- 美人妻ナンパ 突きまくり中出しイカセEX（5月15日、ロータス）
- 痴●泣き漏らし娘（5月20日、ナチュラルハイ）
- おうぼガール ♯007♯みつ(23) ♯清楚系ドM美少女♯拘束依存♯超絶スレンダー美脚♯感涙号泣絶頂セックス♯中出し好き娘♯喉奥イラマ大好き系（5月21日、プレステージ）
- ターゲットドキュメント！J○ストーキング睡●中チ○ポぶち込み中出し 【性徒手帳】Mちゃん（5月25日、堅者の食卓）
- 3つのエロポーズで見せるおま○ことアナル（5月25日、アロマ企画）
- 普段はあんまりやる気ない…アパレルの美人店員さん 絶倫巨根でドスケベ豹変 めちゃくちゃイキまくった！（6月1日、リコピン）
- 一般男女モニタリングAV×マジックミラー便コラボ企画‘フライト帰りのCAはチ○ポが欲しくてたまらない’という噂は本当か！？大手航空会社勤務のキャビンアテンダントが黒パンスト美脚でフル勃起したデカチ○ポに自らまたがり腰振りガニ股騎乗位で連続中出し！4「あなたよ…（6月7日、ディープス）
- 美人秘書全身女体図鑑 第一号（6月7日、アロマ企画）
- あの日からずっと… 緊縛調教中出しされる制服美少女（6月13日、無垢）
- 超屈辱!! 社員旅行で全員のおもちゃにされてしまった妻 2（6月13日、ながえSTYLE）
- ま○ことアナルおっ広げ! くぱぁ淫語挑発美少女（6月13日、アロマ企画）
- チンチロリ～ンJOIサイコロの目に従い完全主観オナニーサポート2（6月19日、アロマ企画）
- どこでもフェラさせられちゃう素人娘たち 8 13人（6月19日、かぐや姫Pt）
- 自宅に呼んだ働くうぶ娘（ピザ屋/古本買取り/家事代行）に下品なSEXを見せつけて巻き込み混合3Pを楽しむ変態カップル（6月24日、ナチュラルハイ）
- 敏感精飲 ずぅーーーっとフェラしたい!!! 触られると即スイッチが入っちゃう超敏感お姉さんとごっくんドライブ（7月8日、SUN）
- 【個撮】どこでもフェラ3 11人（7月19日、かぐや姫Pt）
- 素人娘の全裸図鑑18 今時の女の子12名が恥らいながら脱衣していく様子をじっくり撮影した、変態紳士のためのヘアヌードコレクション（7月19日、かぐや姫Pt）
- 唾液ダラダラ！愛液ドロドロ！黒髪女子○生を粘着なめくじクンニで惚れさせるレズ汁痴●3（7月22日、ナチュラルハイ）
- 産後処女を奪われ一度イッたら長時間アクメで痙攣が止まらないイキッぱなしベビーカー妻8 中出しSP（8月12日、ナチュラルハイ）
- ミニスカJ○痴● 短いスカートをめくってバックから犯りまくれ！（8月12日、ナチュラルハイ）
- 樋口みつはの完全主観オナニーサポート 薄目だけどビッチリ生えたマン毛おま○こで挑発しちゃう!!（8月19日、アロマ企画）[20]
- 女のイキツボ直撃レズエステ2 乳首いじりとこねくり責めで拒絶しながらも絶頂をくり返す未開発のカラダ（8月26日、ナチュラルハイ）
- レズビアンに囚われた女潜入捜査官 ～堕ちるまで終わらない尋問監禁地獄～（9月14日、ビビアン）
- 「こんな機会、もう無いと思うので言います……先輩のこと好きでした」バイトの打ち上げで酔い潰れたボクが後輩女子の一人暮らしの家にお泊りした話（9月14日、Hunter）
- 思春期がこじれてドスケベに成長した従妹は大ちゅきイラマホールドでチ○ポを離さない！昔よく遊んだ従妹と数年ぶりの再会！あどけなさが残る見た目に（9月28日、Hunter）
- 普段は清楚で真面目な人妻が汁だく（汗・涎・潮・おしっこまみれ）相部屋ホテルで妊娠懇願不倫SEX（10月1日、ONE MORE）
- 結局一番イキやすいのは普段やってるこういうオナニーなんですよね（10月19日、タマネギ）
- 素人なのにディルドオナニーで激しく感じちゃう一般人娘8（10月19日、かぐや姫Pt）
- 素人ナンパでセンズリ鑑賞12 見るだけでいいんです！だからちょっと僕のチ●ポ見てもらえませんか？（11月2日、かぐや姫Pt）
- 俺の気持ちを踏み躙って彼氏がいたクソ女を薬で眠らせて催眠姦した話（11月9日、バルタン）
- 男嫌いのレズ姉妹に怒りの鉄槌イラマ（11月9日、Hunter）
- パコ撮りNo.37 生チンをゆっくり挿入して静止していると自ら腰をクルクル回して「動いちゃうぅ！」と発した円光J●「めっちゃズボズボしてぇ！」とおねだりしてきたのでガンガン突き上げてそのまま中出し！（11月12日、First Star）
- 令和ベロ観察図鑑vol.2（11月23日、SEX Agent）
- 隣りにいるとヤりたくなるタイプの女の子 フツーだけどフツーじゃない変態ちゃん（12月7日、S-Cute）
- エロ尻アナル見せ騎乗位 2（12月21日、アロマ企画）
- 【完全主観】天使のように優しい保育士さんは童貞くんに授乳手コキで母性覚醒!! グチョ濡れマ●コで素股プレイ中にヌルっと生挿入! 恥じらい筆下ろしSEX 保育業界で働く女性はエッチだった件! SP Vol.002（12月21日、ゾクゾク娘/妄想族）

- セフレと遠足（1月18日、山と空）
- 就活女子大生セクハラ面接の実態! 「内定の為なら… 私なんでもします」 ブラック企業によるパワハラ行為の一部始終大公開! 恥じらいAV出演 なんでも従順いいなり社畜娘に教育しちゃいますSP Vol.02（1月18日、ゾクゾク娘/妄想族）
- 素人トーキョー No.02 円光女子校生に生ハメ中出し! ルーズソックスJ●たち（3月22日、素人トーキョーH.S.）
- 女怪盗拷問 Episode-01:絶体絶命! 凄腕美麗キャット晒しもの獄門（5月17日、Baby Entertainment）
- ヒロインくすぐりオムニバス 科学特装隊バードソルジャー（5月27日、GIGA）
- 息子の彼女が責め痴女で息子の留守中にアナル開発されてメスイキさせられまくった父。（6月21日、MEGAMI）
- 絶頂輪廻の高層椅子 2  暴れても逃げられない! 深き淫唇の奥から狙う昇天悪魔（7月12日、Baby Entertainment）
- 脚長おねいさんのM男いじめ パンストとジーンズとニーハイブーツ（8月9日、M男パラダイス）
- 科学特装隊バードソルジャー 狙われたバードホワイト（8月12日、GIGA）
- 湯けむり縄刻 2（9月15日、ヴァンアソシエイツ）
- 最高級五ッ星ホテルの裏オプレズビアン。 フロント痴女に狂おしいほどイカされ続けてレズ沼堕ちした欲求不満ノンケVIPモデル。（10月11日、ビビアン）
- エビ反りM男君の突き出しち●ぽを2人がかりで快楽責め 1（10月11日、アロマ企画）
- 桃尻お姉さんの四つん這いフェラ＆乳首舐め 全方位から観察（12月6日、アロマ企画）
- こっそり服の中で乳首いじり痴●され電車内でレズイキさせられた美乳女（12月22日、ナチュラルハイ）
- 純朴美少女との唾液が糸引き、愛液飛び散る変態お泊りセックス。（12月27日、オーロラプロジェクト・アネックス）
- パンティの中にチ○ポを誘導し時々おマ○コにも挿入させてくれるお姉さん 2（12月27日、アロマ企画）

- 小悪魔マッサージで感じちゃった僕。《番外編》 なんだかんだ言っても全部脱いじゃうエッチな小悪魔たち（1月3日、アロマ企画）
- 甘い唾液交換キスでレズビアンに染められたFカップ美巨乳下着モデル 私、モデルになりたいんです! モデル志望のFカップ美巨乳女子がモデル契約した下着メーカーはレズビアンだらけ。 朝倉ここな レズ解禁（4月11日、ビビアン）
- 緊縛監禁レズ調教 没落令嬢の贖罪SMレズビアン 茉宮なぎ 樋口みつは（6月13日、ビビアン）
- W囁き淫語でねっちょり優しく絶頂へ誘うレズビアン痴女ハーレム 伊織ひなの 木下ひまり 樋口みつは（9月12日、ビビアン）[12]
- 即ハメ生中出しOKセフレちゃんハメ撮りAV撮影 02（9月12日、S級素人）
- 痴漢盗撮 & 中出し素人娘 媚薬オイルマッサージ Vol.30 超強力媚薬を配合しマッサージオイルを施術中に知らずに塗りこまれたオンナは、身体の火照りに驚き、チ○ポを欲しがる自分に戸惑い、垂れ出したマン汁に恥ずかしがりながらも生ハメ中出しまで欲してしまう（9月21日、親父の個撮）

### アダルトビデオ -VR-
- 熱を出した日、彼女が献身的に看病してくれる（8月26日、	unfinished）
- ハーフツインがめたくそ可愛い回春エステ嬢の極楽リンパマッサージ お触り禁止… でも押しに弱くて超敏感! 大・大・大痙攣! 立場逆転中出しセックス（10月8日、kawaii*）
- 本人私物の愛用パンツで顔面密着擦り付けVR（10月22日、SODクリエイト）
- 【ニーハイ×無防備パンチラ】 隙だらけで押しに弱いオナクラ嬢とハメたいが為に1週間通い続けたら…とんでもないイグイグ早漏娘で頭もマ●コも真っ白ブッ飛び中出し（10月29日、kawaii*）
- 激カワ制服カノジョとLOVEラブ新婚性活ごっこ イってもイっても欲しがるエッチな奥さん（11月2日、ブイワンVR）
- ロリカワ小悪魔二輪車孕ませM性感（11月5日、SODクリエイト）
- コスプレ痴女とM男 ～制服とブルマ姿で萌え痴女プレイ!～（12月4日、CASANOVA）
- 女子○生たちに囲まれながら彼女とエッチ！見られていることに性的興奮を感じるCFNMセックス（12月17日、SODクリエイト）
- すごい敏感体質な女の子を乳首弄り＆腰浮かせて痙攣イキする指マンと自分でも腰振るイキまくり正常位と四つん這いディープフェラと背中に玉のような汗かいてビクビク昇天するバックと滝汗かいて腰振りまくる騎乗位と物凄いグラインドの対面座位【生中出し】（12月28日、アリスJAPAN）

- VR史上最高のシズル感!! ヨダレとオイルでベッタベタ! 樋口みつはがガンガン媚薬を飲んで過去最高にイキまくるキメセクVR（1月19日、MOODYZ）
- 淫汁が止まらない性欲加速中の子作りしたがる敏感マ●コ（1月30日、KMPVR-bibi-）
- 【平日昼間】ヒマな時間帯のメンズエステで、人妻のね～っとりW施術に暴発しまくりVR（2月17日、ワンズファクトリー）
- 優等生から聞こえてくる淫乱ビッチな心の声に従ってイカセまくる! テレパシーVR（2月18日、SODクリエイト）
- Love×2 同棲生活だったのに… 誘惑に負けた僕は彼女に絶対服従を余儀なくされる（2月21日、KMPVR）
- 新人声優 悪徳Pのセクハラ面接 夢だったヒロイン役にしてください！（震え声）（3月5日、TEPPAN VR）
- 月に1度だけの楽しみ…子供を送った後にママ友みつはさんと相性抜群の不倫SEXに溺れる僕（3月12日、マドンナ）
- 春の健康診断 2021年度新入社員12人 4時間スペシャル（4月15日、SODクリエイト）
- 淫語でオナサポVR ～射精を管理されたいM男向け! オナ指示痴女によるJOIスペシャル 2～（4月16日、CASANOVA）
- 騎乗位ハメハメインタビュー! 快感を我慢しながら赤裸々ドえっちエピソード連発! 教えてせっくすのおねえさん 中野区在住・みつはさん (23)（5月4日、RADICAL）
- 完全真上アングルVR いつの間にか大人になっていた姪っ子にパンチラ見せつけられながら脅され中出しさせられた（5月7日、ナチュラルハイ）
- 女子○生のオナニー中の愛液垂れを目の前で見れるVR2 バック垂れシーンも追加した増量SP（8月13日、ナチュラルハイ）
- 本気イキでパンツビショ濡れぴえん-女子校生全力8人オナニーVR-（9月20日、KMPVR）
- 競泳水着でガチイキオナニーVR（10月6日、KMPVR）
- 女子校生のご褒美顔騎を天井特化で見るVR（10月10日、KMPVR）

- ずっと見上げっぱなし! 膝枕をしながらボクのチ○ポをシゴいて射精させるほんわ彼女（4月8日、ナチュラルハイ）
- 天井特化アングルVR 美痴女の顔舐めパラダイス（7月13日、KMPVR）

### アダルトビデオ -配信-
- みつは (oretd745)（8月27日、俺の素人）
- 耳かき店で働いてるミツハちゃんは昼も夜もサービス精神旺盛な真性言いなりドМ娘だった! デカチンをあり得ないほど喉奥まで捻じ込んでセルフイラマでご奉仕サービス!! 苦しいほど快楽を感じちゃうとんでもないド変態! 敏感体質でブルブルと全身を痙攣させてイキまくり!! 喉もマ○コも奥の奥までガンガンに突きまくってドS汁たっぷりぶっかけちゃいました♪ みつは 20歳 大学2年生 耳かき店バイト（8月29日、プレステージプレミアム）
- 性欲モンスター級の美地味子のオチ○コ2本喰い!! スレンダーな感度マシマシボディでボッキ誘発!! 下品に二本頬張る欲張りフェラで涎&マン汁ダクダクで串刺しSEX!! ココじゃないどこかへ昇天でご満悦ド変態美女降臨の巻!! AV男優の電話帳 No.042 みつは 23歳 地味な外見に内包したモンスター級性欲メガネ美少女!!（9月6日、プレステージプレミアム）
- 【カップルNTR】 彼氏の目の前で彼女を寝取る 21歳 JD みつはちゃん（9月10日、AKNR）
- 自撮りオナニー動画を送り付ける超欲求不満J○は我慢できないっ! お店の個室でこっそり乳首イジメ!? デートは前戯の一部です! 自宅でイチャラブ中出しSEX→覚えたての性感マッサージでアナル舐め手コキ→即2回戦! 計3発射! 【みつはちゃん(彼女)とおじさん(彼氏)の特別な一日】（9月13日、しろうとまんまん）
- みつは (orec584)（9月14日、 俺の素人）
- みつは（9月15日、あいすくりーむ）
- みつは 2（9月15日、あいすくりーむ）
- 【妄想主観】池袋添い寝リフレ指名No.1神カワ美少女出張レンタルやりたい放題 樋口みつは（9月18日、ONETIME）
- ひなさん（9月29日、マジックミラー号ハードボイルド）
- みつは (per324)（9月30日、%OFF）
- ミツハ 2 (per332)（9月30日、%OFF）
- 樋口さん (oretd776)（10月9日、俺の素人）
- りぷ（10月14日、MOON FORCE）
- MITSUHA (oretd779)（10月19日、俺の素人）
- セックス好き・チ○ポ好きのアパレル店員 みつは 初対面キモ中年たち連続挿入 【M責めで痙攣イキ】【Dキス・Dイラマで絶叫アヘ顔】【陰毛に絡みつく白濁汁】（10月22日、AKNR）
- AV初体験【規格外ドM】【超絶スレンダー美脚】【ドロドロ沼SEX】首絞め・拘束・スパンキング…苦しいこと大好きな清楚系ドM美少女がドロッドロのセックスに溺れて感涙号泣イキまくった記録 おうぼガール＃006 みつ 23歳 元カメラマンアシスタント（11月3日、HHH）
- 梨沙 / 18歳 / リモバイ散歩で絶頂アクメしちゃう美ボディJ系（11月3日、しろうとまんまん）
- Mitsuha 2 (oretd794)（11月7日、俺の素人）
- 百戦錬磨のナンパ師のヤリ部屋で、連れ込みSEX隠し撮り 182 みつは 23歳 アパレル店員  スレンダー美女をヤリ部屋にお持ち帰り! 始終甘い雰囲気でキスを強請ればあっさり体を受け渡し濃厚な愛撫に何度も絶頂! 美脚をガクガク震わせてイき乱れる!（11月12日、ナンパTV）
- みつ (hoi144)（11月13日、素人ホイホイZ）
- 【セフレやってます】 【超敏感 性欲旺盛】【美少女カメラアシスタント首絞め大好き】【憑依絶頂痙攣イキ】【喉奥鬼イマラ依存】 あなたにあいたい、あなたが… すきなんです。全身性感帯のシャイなセフレのお口とオマ○コを求められ、ナメられて何度も絶頂密会SEX! しろうとちゃん。#001 【超敏感イマラ依存美脚しろうと】はつみ (23) カメラアシスタント（11月13日、はめチャンネル）
- 家まで送ってイイですか? case.164 まいかさん 25歳 アロマセラピスト  5秒に1回イク女! 100通りのイキ方が… フェラでイク! キスでイク! パンツ脱ぐだけでイク! 見つめるだけでイク! まさに●イキ! SEX無では生きていけない【ゆるふわ】からの【超ドM】超絶ギャップ! ⇒ 全身～アナルまで… 男の全てを舐める! 舐めてもイク! 舐められたらもっとイク! ⇒ "破滅的だった私 "彼女を救った"ある言葉"（11月13日、ドキュメンTV）
- みつはさん (oretd803)（11月19日、俺の素人）
- はつみ（11月20日、しろうとちゃん。）
- 教え子のちっぱいJ●と放課後自宅ハメ撮りデート みつちゃん 18歳（11月23日、しろうとまんまん）
- 【初撮り】【逝き過ぎちゃう..】【カメアシの蕩け顔】撮られる側にまわったカメラアシスタントの痴態。逝き過ぎてしまう敏感なからだをカメラに晒し.. ネットでAV応募→AV体験撮影 1404 みつは 23歳 カメラアシスタント（11月29日、シロウトTV）
- みつは（12月3日、おっぱいちゃん）
- みつは (orec648)（12月10日、俺の素人）
- MITSUHA (oretd814)（12月11日、俺の素人）
- みつは 2（12月22日、おっぱいちゃん）
- みつは 3（12月22日、おっぱいちゃん）
- 【配信専用】エチエチすぎる舌技レロレロベロチュー手コキで射精待った無し! 5（12月24日、ふぇち党）

- みつ（1月9日、ビニ本本舗）
- みつは（2月13日、ビニ本本舗）
- みつは（2月16日、Tokyo247）
- みつは（3月8日、パコッター）
- みつは 2（3月8日、パコッター）
- みつは 2（3月13日、ビニ本本舗）
- みる（3月14日、Dutch Wife ～清楚系妻との肉欲性交録～）
- ラグジュTV 1380 優菜 29歳 自然写真家  「日本人と初めてセックスしたくて…」 世界を股にかける美人写真家が登場! 男の性欲を掻き立てるスレンダーボディを露し、洋画のベッドシーンの如くな妖艶な性技で徹底的にご奉仕! さらに全身を迸る甘い快楽に恍惚の表情を浮かべイキまくる!（3月19日、ラグジュTV）
- みつは 3（4月10日、ビニ本本舗）
- みつは 4（5月8日、ビニ本本舗）
- みか (ewdx362)（5月18日、E★人妻DX）
- Mちゃん（5月18日、ピュアスタイル）
- Mちゃん 2（5月18日、ピュアスタイル）
- みつは（6月28日、あの娘と今日ヤり部屋で）
- NTR!? 彼氏持ちスレンダーJD!? 家に押しかけてゴム無しハメ撮り 樋口みつは（7月6日、NAGOYAか円光）
- 【妄想主観】汁まみれ相部屋ホテルで孕ませ懇願不倫SEX 樋口みつは（7月16日、ONETIME）
- みつは（8月23日、今ドキ女子の性事情）
- メアリ（8月27日、アシグモ）
- 【配信専用】新「ちょ、待っ、え! こんなところで!?」 バレたらマズい場所で美少女がチ●ポをエッチに抜きまくり! 2（9月30日、ふぇちぽいんと）
- みつは先生（10月10日、ゾクゾクタイム）
- みつは（11月1日、S-Cute）
- みつは 2（11月2日、S-Cute）
- 樋口さん（11月10日、ゾクゾクタイム）

- ひいちゃん（1月1日、G-AREA）
- 人気女優・樋口みつはを泥酔させたら引くぐらいエロいSEXが撮れちゃいました 樋口みつは（1月7日、パラダイステレビ）
- れの（1月19日、恋愛カノジョ）
- 美穂（4月6日、ION イイ女を寝取りたい）
- みつはちゃん（11月14日、ピクチン）

- （仮）暗黒040さん（3月10日、暗黒）
- みつはちゃん (oretda048)（9月6日、俺の素人）

### アダルトビデオ -総集編・オムニバス-
- 樋口みつはBest 8時間7作品21本番イキまくり超敏感少女MOODYZ初作品集（6月13日、MOODYZ）
- 樋口みつは、まるっと4時間突っ込まれっぱなし（7月2日、NON）
- スレンダー美少女が本能で悶え絶頂する（8月19日、ABC）

- 即ハメOK！変態裏垢女子発掘！オフパコレポ お下品オホ声絶頂 白目アヘ顔ガンギマリ性交みつはちゃん Vol.03（11月14日、S級素人）

### イメージビデオ -DVD-
※◎はBD版発売作品。
- 恋のスキャンダル（2020年9月28日、CRANE）※「吉川未知」名義
- 貴方を奴●にシテあげる～実録M男調教その記録/みつは（2021年4月28日、オルスタックソフト販売）
- 誘惑痴女～じっくり焦らして貴方をイカせたいの/みつは（2021年5月28日、オルスタックソフト販売）
- Be with（2022年7月1日、ファインピクチャーズ）◎

### イメージビデオ -配信-
- チアダンスでアンスコちらちら♪プリプリのおっぱいとお尻を可愛く露出！チアリーダー（2021年1月29日、LOVEPOP）
- パンツが小さくてお毛毛が出ちゃう♪プリプリとお尻も堪能できるブレザー（2021年2月17日、LOVEPOP）
- 瞳をうるうるさせ、言われるがまま恥ずかしい姿に。ごめんねパンチラ（2021年2月22日、LOVEPOP）
- 運動苦手だけど一生懸命筋トレ！動きと共にパンツがモロ見えトレーニング編（2021年3月13日、LOVEPOP）
- ベットでM字開脚しながら昇降しちゃう！パンスト＆素足で踏み台運動（2021年3月22日、LOVEPOP）
- みつは（2021年8月2日、オルスタックソフト）
- みつは 2（2021年8月2日、オルスタックソフト）
- みつは 3（2021年10月18日、オルスタックソフト）
- みつは 4（2021年10月18日、オルスタックソフト）
- 愛嬌たっぷり！可愛くってちょっとエッチなメイドさん（2022年9月9日、デジグラ）
- 「足で興奮してんの？やだ～」と言いつつ足の裏まで見せてくれる彼女 足フェチ編（2022年9月22日、デジグラ）
- 「一緒に遊ぼ！」純白パンティーからはみでちゃうアンダーヘア！スクールコス（2022年10月5日、デジグラ）
- こんなにえっちな配達員さんがいたら…？ウォーキング編（2022年10月22日、デジグラ）
- みつは先生のセクシーすぎる個人面談！挑発パンチラ編（2022年11月3日、デジグラ）

## 書籍

### デジタル写真集
- みつはの秘密【グラビア写真集】（2021年6月4日、プレステージ出版、撮影：柳沢康太）
- みつはの秘密 Mitsuha’s Top Secret【ヌード写真集】（2021年6月4日、プレステージ出版、撮影：柳沢康太）
- マインズ14ガールズ 14人の極上ヌード（2021年11月1日、小学館、撮影：市川智也）- 芸能事務所『マインズ』所属女優によるデジタル写真集。
- Be with デジタル写真集（2022年8月3日、ファインピクチャーズ、撮影：SHOOTING STAR）
- LOVEPOP デラックス 樋口みつは 001（2022年11月3日、PAD）
- LOVEPOP デラックス 樋口みつは 002（2022年12月23日、PAD）
- LOVEPOP デラックス 樋口みつは 003（2023年1月27日、PAD）
- LOVEPOP デラックス 樋口みつは 004（2023年4月7日、PAD）
- LOVEPOP デラックス 樋口みつは 005（2023年5月3日、PAD）
- 凡悩ガール（2021年3月26日、メンズサイゾー）[21]
- 凡悩ガール2 ラブホ編（2024年5月9日、メンズサイゾー）[21]
- 凡悩ガール4 夜明け前（2025年5月15日、メンズサイゾー）[21]

### 雑誌
- 月刊FANZA 2020年11月号（ジーオーティー）- インタビュー「HATSUMONO!」

## 執筆

### 連載コラム
- 樋口みつはエッセイ（2020年8月21日 - 、メンズサイゾー）[5]

## 出演

### ウェブバラエティ
- カンニング竹山の土曜The NIGHT（2021年11月28日、ABEMA）- ストリップでの奮闘を取材

### テレビ
- マインズTV（2022年1月16日[22]、エンタ!959）